# 阿部真央らいぶNo.2@Zepp Tokyo
『阿部真央らいぶNo.2@Zepp Tokyo』（あべまおらいぶ ナンバーツー アット ゼップトーキョー）は、阿部真央のライブ映像集。2011年7月27日にポニーキャニオンから発売された。

## 概要
自身初となるライブDVD。2010年12月6日に行われた自身2度目の全国ツアー『阿部真央らいぶNo.2』のZepp Tokyoでの公演の模様を収録。ライブで人気の楽曲「側にいて」を含む全16曲が収録されている。

## 収録曲
1. マージナルマン
2. I wanna see you
3. give me your love
4. ふりぃ
5. わかるの
6. コトバ
7. デッドライン
8. morning
9. 側にいて
10. want you DARLING
11. 19歳の唄
12. 伝えたいこと
13. loving DARLING
14. ポーカーフェイス
15. いつの日も
16. ロンリー（Encore）